# Topocad
Topocad är ett CAD-program utvecklat för mätning inom geodesi, lantmäteri, för skapande och redigering av kartor och för projektering, till exempel vägprojektering. Topocad utvecklas av Adtollo (tidigare Chaos systems AB) sedan 1994 och används idag av cirka 17 000 användare spridda runt om i 80 länder. Topocad finns översatt till 18 språk. 
Med Topocad tar man emot mätdata från totalstationer, GPS och avvägare och beräknar data till en ritning eller karta. Data i ritningen kan användas för att projektera exempelvis vägar och VA-ledningar, avstånds- och areaberäkningar och vanligt är även att skapa en terrängmodell som man därefter kan skapa nivåkurvor, se höjdkurva, eller göra volymberäkningar (massberäkningar) ifrån.
Kartan kan redigeras i Topocad och kartan kan sedan lagras i ett stort antal databaser där de kan behandlas i GIS-system.
Objekt i en karta eller ritning kan även i Topocad skickas till totalstationer eller GPS-instrument för utsättning. Beräkningar gjorda för en projektering eller en terrängmodell skapad för en schakt kan även sändas till olika maskinstyrningssystem.
Programmet ger sedan 2011 även namn åt företaget Adtollos användardagar Topocad Live.